# Валльгаузен (Рейнланд-Пфальц)
Валльгаузен (нім. Wallhausen) — громада в Німеччині, розташована в землі Рейнланд-Пфальц. Входить до складу району Бад-Кройцнах. Складова частина об'єднання громад Рюдесгайм.
Площа — 10,30 км2. Населення становить 1582 ос. (станом на 31 грудня 2020).

## Галерея

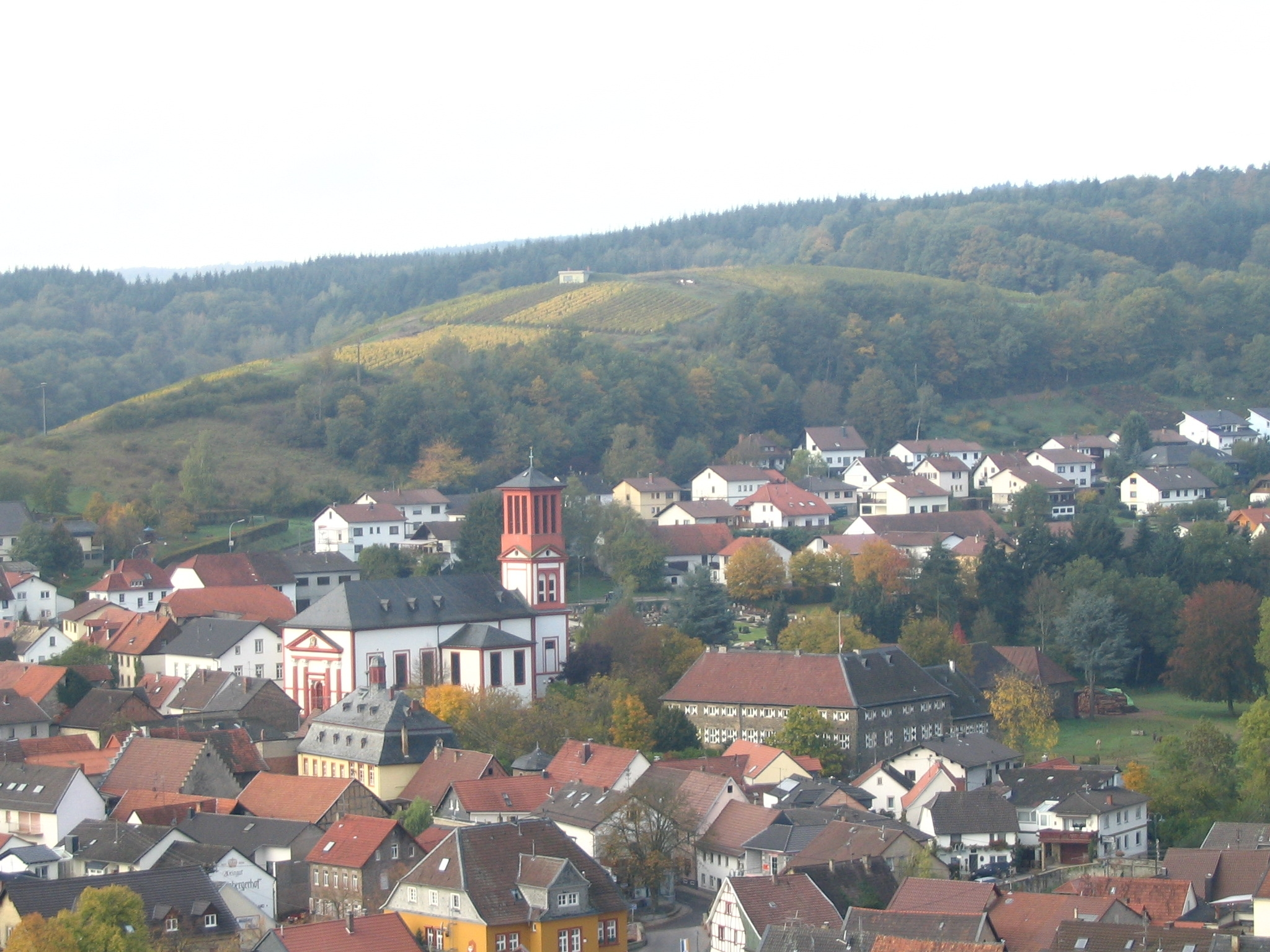